# Бела Бугар
Бела Бугар (угор. Bugár Béla, словац. Béla Bugár; нар. 7 липня 1958, Братислава, Чехословаччина) — словацький політик угорського походження, видатний політичний діяч угорської громади в Словаччині.

## Біографія
У 1990 році був обраний в Федеральну асамблею Чехословаччини; приєднався до Угорського християнсько-демократичного руху, а в 1991-98 був його лідером. У 1998 році Бугар став одним з ініціаторів створення Партії угорської коаліції — об'єднаної партії, що представляла інтереси угорської меншини в Словаччині. У тому ж році Бугар був обраний лідером партії і залишався на цій посаді до 2007 року, коли новим лідером Партії угорської коаліції був обраний Пал Чакі, який критикував Бугара за проведений їм помірний курс. У 2009 році Бугар заснував нову партію Міст (Most — Híd), більш помірковану, ніж Партія угорської коаліції, і в більшій мірі орієнтовану на співробітництво між угорцями та словаками. На парламентських виборах 12 червня 2010 року Партія угорської коаліції вперше не зуміла подолати п'ятивідсотковий бар'єр, в той час як «Міст» набрав 205 538 (8,12 %) голосів і отримав 14 депутатських мандатів.
У 2002-06 Бугар був віце-спікером словацького парламенту, в 2006 році деякий час виконував обов'язки спікера.